# Cethegus
Cethegus (auch Cetegus, griechisch Κέθηγος) war ein römisches Cognomen, das seit dem 3. Jahrhundert v. Chr. in der Gens Cornelia bezeugt ist. Es ist der Beiname der Familie der patrizischen Cetheger, angeblich weil sie die Toga ohne Tunika trugen, sodass Schultern und Arme frei blieben. Der Name taucht auch bei der Gens Rufia und anderen auf.
Erstmals belegt ist der Name bei Marcus Cornelius Cethegus, Konsul des Jahres 204 v. Chr. Da sein Cousin Gaius Cornelius Cethegus (Konsul des Jahres 197 v. Chr.) diesen Namen ebenfalls führte, wird er mindestens auf einen gemeinsamen Großvater (wahrscheinlich ein Marcus Cornelius Cethegus) zurückgeführt, der um die Zeit des ersten punischen Kriegs gelebt haben müsste. Wahrscheinlich war die cornelische Familie diesen Namens sogar bereits seit Ende der Römischen Königszeit Teil der römischen Oberschicht.
Eine Kontinuität zwischen den republikanischen und den kaiserzeitlichen Cornelii Cethegi gilt als unwahrscheinlich. Möglicherweise sind die kaiserzeitlichen Namensträger eine Seitenlinie der Cornelii Lentuli, Scipionen oder beider.
In Inschriften ist der von Cethegus abgeleitete Gentilname Cethegius bezeugt.
Cethegus heißt auch eine Gestalt aus Felix Dahns historischem Roman Ein Kampf um Rom. Sie beruht auf dem historischen Rufius Petronius Nicomachus Cethegus (siehe oben, Gens Rufia). Er wird als beherrschende römische Gegengestalt zu den Königen der Goten dargestellt, der die Goten und Ostrom gegeneinander ausspielen will, um selbst die Herrschaft über Italien zu erringen.

## Namensträger

### Cornelii Cethegi
- Gaius Cornelius Cethegus (Konsul), römischer Konsul 197 v. Chr.
- Gaius Cornelius Cethegus (Senator)  († 63 v. Chr.), römischer Senator und Teilnehmer an der Catilinarischen Verschwörung
- Marcus Cornelius Cethegus (Konsul 204 v. Chr.) († 196 v. Chr.), römischer Politiker
- Marcus Cornelius Cethegus (Konsul 160 v. Chr.), römischer Politiker
- Marcus Gavius Cornelius Cethegus, römischer Konsul 170
- Publius Cornelius Cethegus (Konsul 181 v. Chr.), römischer Politiker
- Publius Cornelius Cethegus (Prätor), römischer Politiker, 2. Jahrhundert v. Chr.
- Publius Cornelius Cethegus (Senator) († vor 66 v. Chr.), römischer Politiker und Senator
- Servius Cornelius Cethegus, römischer Konsul 24

### Andere
- Cethegus Labeo, römischer Feldherr, 1. Jahrhundert
- Rufius Petronius Nicomachus Cethegus, römischer Konsul 504, Patricius
- Tiberius Claudius Quirina Saethida Cethegus Frontinus, römischer Patron von Abellinum, 2./3. Jahrhundert